# لوران لوكاس
لوران لوكاس (بالفرنسية: Laurent Lucas)‏ (و. 1965 – م) هو ممثل من فرنسا . ولد في باريس.

## روابط خارجية
- لوران لوكاس على موقع IMDb (الإنجليزية)
- لوران لوكاس على موقع ألو سيني (الفرنسية)
- لوران لوكاس على موقع أول موفي (الإنجليزية)
- لوران لوكاس على موقع قاعدة بيانات الأفلام السويدية (السويدية)
- لوران لوكاس على موقع قاعدة بيانات الفيلم (الإنجليزية)
- لوران لوكاس على موقع كينوبويسك (الروسية)